# Castillo de Picalquers
El Castillo de Picalquers (o Castillo de Picalqués) es un edificio derribado de Esplugas de Llobregat sobre el cual se edificó en el siglo XIX la actual torre de los Leones. El conjunto es protegido como bien cultural de interés nacional.

## Descripción
Es una casa-torre con bodega semisubterránea. El cuerpo central, más alto que los laterales, tiene cubierta a cuatro aguas y está formado por planta baja, piso y buhardillas. El piso se abre al exterior mediante un balcón de dintel y barandilla de hierro.
Los cuerpos laterales son de cubierta de vigas de madera a dos aguas y constan de planta baja y buhardillas. En el acceso del jardín posterior se alza una escalinata, con barandilla de hierro, al pie de la cual se  encuentran dos leones de piedra. Encima el dintel de esta puerta hay un relieve de un cabo romano, posible resto de una obra anterior.
Obra de mampostería de piedra, pavimentos y bóvedas de cerámica, y los pilares de piedra o baldosas.
Ahora convertido en restaurante, tiene en sus bajos restos medievales e incluso romanos.

## Historia
La familia Picalquers estaba documentada en el siglo XII en el término de Esplugues. En el año 1325, Guillermina, viuda de Ramon de Picalquers, vende a Pere Tarré la propiedad con todas las posesiones. Permaneció en esta familia hasta mediados del siglo XVII , en que Eugènia Tarré dio las propiedades a su sobrino Josep de Adena, conde de Darnius. Por herencia pasó a la familia Taberner.
En el siglo XVIII el castillo fue derrocado por orden de Felipe V. Sobre las ruinas se construyó en el siglo XIX la Torre de los Leones. El último Taberner fue Joan Baptista Martorell y de Fivaller, conde de Darnius y duque de Almenara Alta. Posteriormente, compró la finca Jacinto Esteva, que la urbanizó.